# Ralph Wiggum

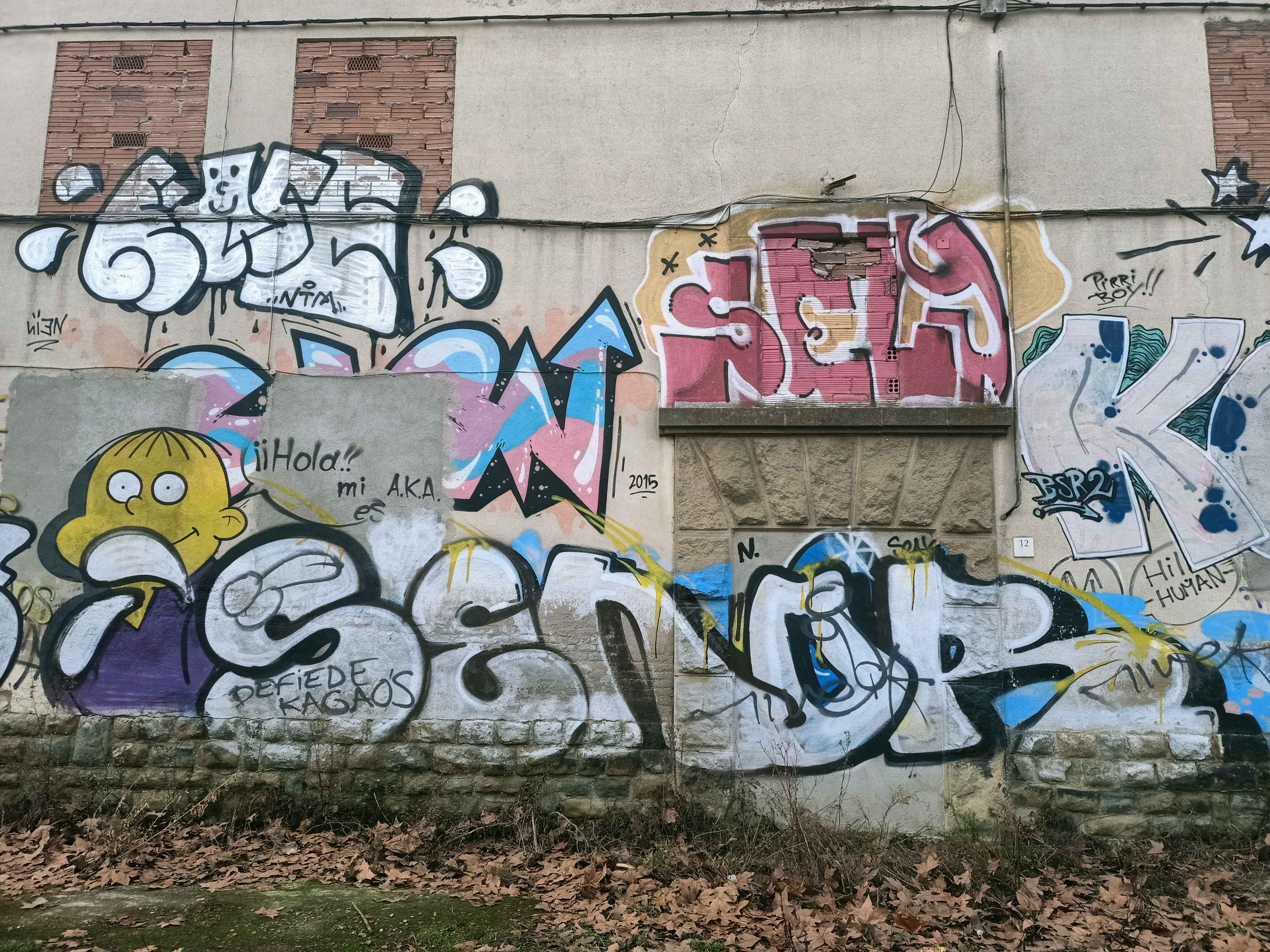
Ralph Wiggum en un graffiti a Vic

Ralph Wiggum és un personatge de la sèrie "Els Simpsons" és el fill del cap de policia Clancy Wiggum i company de classe de Lisa Simpson. És un dels personatges més volguts de tota la sèrie i un dels preferits de Matt Groening És conegut pel seu comportament infantil. Es caracteritza per tenir frases molt estranyes sense sentit, el que fa pensar que Ralph pot arribar a tenir algun grau de retard mental.